# Tűzpiros facincér
A tűzpiros facincér (Pyrrhidium sanguineum) a rovarok (Insecta) osztályának a bogarak (Coleoptera) rendjébe, ezen belül a mindenevő bogarak (Polyphaga) alrendjébe és a cincérfélék (Cerambycidae) családjába tartozó faj.

## Előfordulása
A tűzpiros facincér egész Európában elterjedt, de az északi területeken ritkább. Észak-Afrikában és a Közel-Keleten szintén megtalálható.

## Megjelenése
A tűzpiros facincér 7-12 milliméter hosszú, fekete vagy barna alapszínű, de a tort és a szárnyfedőket sűrű, bársonyos, téglavörös szőrzet borítja.

## Életmódja
A tűzpiros facincér elsősorban tölgyerdők lakója. A lárvák a fák kérge alatt rágnak, majd a farészben vonulnak bebábozódni. Az imágó áprilistól májusig repül. A tüzifával a lakásokba is bekerülhet, ahol a meleg miatt az imágók akár már télen is kikelhetnek.